# Paradorydium famelicum
Paradorydium famelicum är en insektsart som beskrevs av Melichar 1914. Paradorydium famelicum ingår i släktet Paradorydium och familjen dvärgstritar. Inga underarter finns listade i Catalogue of Life.